# 1165
1165 (MCLXV) fue un año común comenzado en viernes del calendario juliano.

## Nacimientos
- 21 de agosto - Felipe II de Francia
- Enrigue VI, emperador del Sacro Imperio.
- Ibn Arabi[1]